# Maria Venyiaminovna Jugyina

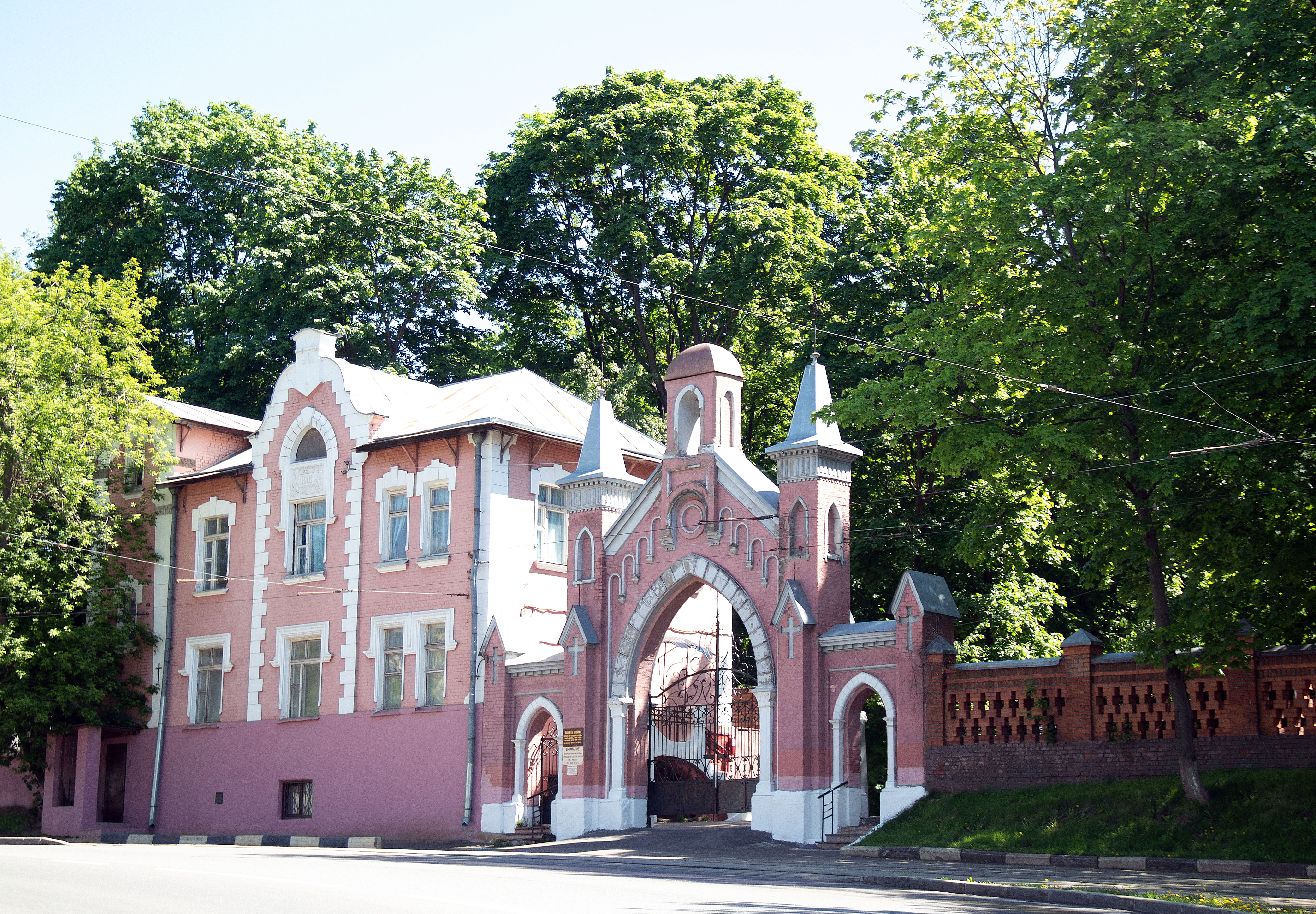
Sírhelye, Vvedenskoye Cemetery (Введенское кладбище) temető

Maria Jugyina  (Мария Вениаминовна Юдина) (Nevel, 1899. augusztus 28. – Moszkva, 1970. november 19.), orosz (szovjet) zongoraművész és zenepedagógus. Az orosz zongoraiskola egyik jelentős képviselője volt.

## Pályafutása
A szentpétervári konzervatóriumban tanult többek között Maximilian Steinberg és Felix Blumenfeld és Vladimir Horowitz keze alatt.
Jugyinát annak dacára alig ismerték nyugaton dacára annak, hogy intenzíven érintkezett olyan zenészekkel, mint például Otto Klemperer és Paul Hindemith.
Először 1913-ban jelent meg az orosz közöndég előtt. 1930-ban vált a Szovjetunióban széles körben ismertté Johann Sebastian Bach és Ludwig van Beethoven műveinek erőteljes és lendületes előadásaival, valamint a modern zeneszerzők: Sosztakovics, Igor Stravinsky, Arthur Honegger, Bohuslav Martinů darabjaival.
1932 és 1933 között a Tbiliszi Konzervatóriumban, majd 1936-tól Moszkvai Konzervatóriumban 1951-ig tanított.
A zsidó családból származó Jugyina még 1919-ben áttért az orosz ortodox hitre. Karitatív és humanista eszméket követett. A bátyjával egy pincelakáson osztozott, előadásai honoráriumát az egyháznak adományozta, és megszervezte Borisz Pasztár Doktor Zsivágó című művének első felolvasását. Természetesen összeütközésbe került a hivatalos szovjet kultúrpolitikával.
A hatalommal szembeni kérlelhetetlen viselkedése gyakran sodorta bajba. Egy Sztálinhoz intézett levele a szóbeszéd szerint azt tartalmazta, hogy imádkozni fog a lelkéért. A diktátor halálos ágya mellett állítólag eljátszotta Mozart KV 488 A-dúr zongoraversenyét, amelyet ő maga hangszerelt.

## Érdekesség
Egy francia énekesnő, La Grande Sophie egy dalt írt Maria Jugyina emlékére. 